# Pliva
Pliva (srbsky Плива) je řeka ve střední části Bosny a Hercegoviny, ve Středobosenském kantonu a Republice srbské (region Banja Luka). Řeka samotná je dlouhá 30 km, její povodí má rozlohu 768 km².

## Průběh toku
Pliva má dva prameny, pramení v nadmořské výšce 483 m v pahorkatině Smiljevac - Jastrebnjak. Řeka protéká několika opštinami: Šipovo, Jezero a Jajce. Jejím největším přítokem je Janj, který se do ní vlévá u Šipova. Pliva ústí do Vrbasu, v centru města Jajce, těsně před soutokem vytváří 22 m vysoký vodopád.